# Ghiacciaio Hargreaves (Terra della Regina Maud)
Il ghiacciaio Hargreaves (in inglese: "Hargreaves glacier") è un corto e ripido ghiacciaio situato sulla costa della Principessa Ragnhild, nella Terra della Regina Maud, in Antartide. Il ghiacciaio si trova in particolare nei monti Sør Rondane, dove fluisce verso nord-ovest scorrendo tra il monte Nils Larsen e il monte Widerøe.

## Storia
Il ghiacciaio Hargreaves è stato mappato nel 1957 da cartografi norvegesi grazie a fotografie aeree scattate nel corso dell'operazione Highjump, 1946-1947, ed è stato in seguito così battezzato in onore del fotografo R.B. Hargreaves, che prese parte alla suddetta operazione realizzando molte immagini aeree delle zone comprese tra 14°E e 164°E.